# Мелгев
Мелгев (пол. Mełgiew) — село в Польщі, у гміні Мелгев Свідницького повіту Люблінського воєводства. Населення — 1097 осіб (2011).

## Історія
Станом на 1921 рік село Мелгев та фільварок Мелгев-Подзамче належали до гміни Мелгев Люблінського повіту Люблинського воєводства міжвоєнної Польщі.
За офіційним переписом населення Польщі 10 вересня 1921 року в селі Мелґев налічувалося 110 домів і 812 мешканців (майже усі поляки-римо-католики). На фільварку Мелґев-Подзамче тоді було 11 будинків та 316 мешканців, з них:
- 150 чоловіків 166 жінок;
- 32 православних, 277 римо-католиків, 7 юдеїв;
- 28 українців, 277 поляків, 7 юдеїв, 4 особи іншої національності.

У 1975—1998 роках село належало до Люблінського воєводства.

## Населення
Демографічна структура станом на 31 березня 2011 року:
|          | Загалом | Допрацездатний вік | Працездатний вік | Постпрацездатний вік |
| -------- | ------- | ------------------ | ---------------- | -------------------- |
| Чоловіки | 508     | 97                 | 354              | 57                   |
| Жінки    | 589     | 124                | 347              | 118                  |
| Разом    | 1097    | 221                | 701              | 175                  |